# Dance, Dance
«Dance, Dance» es una canción de la banda de rock estadounidense Fall Out Boy, lanzada como el segundo sencillo de su segundo álbum de estudio, From Under the Cork Tree (2005). Alcanzó el puesto número nueve en el Billboard Hot 100 y se convirtió en la segunda canción consecutiva en ingresar en el top diez en los Estados Unidos. «Dance, Dance» también llegó al top diez en las listas de Canadá y el Reino Unido. Entre las nominaciones que obtuvo en ceremonias de premiación, la canción ganó el de elección del espectador en los MTV Video Music Awards y dos Teen Choice Awards. «Dance, Dance» fue certificada 5 veces platino por la RIAA en 2023.
La canción es conocida por su fuerte línea de bajo rítmica, que fue originalmente escrita por el vocalista Patrick Stump en una guitarra acústica. La composición de Stump fue influenciada por «Modern Love» de David Bowie, mientras que las letras fueron escritas en colaboración entre el bajista Pete Wentz y Bryce Wong. En 2013, cuando un fan le preguntó en Twitter si había alguna canción o álbum del que estuviera particularmente orgulloso, Stump consideró que «Dance, Dance» era «probablemente lo mejor que he hecho».

## Recepción
«Dance, Dance» ha recibido elogios de la crítica y es ampliamente considerada una de las mejores canciones del grupo. En 2015, la revista Billboard clasificó la canción en el número dos en su lista de las diez mejores canciones de Fall Out Boy, y en 2021, Kerrang la clasificó en el número uno en su lista de las 20 mejores canciones de la banda. Por su parte, la revista Rolling Stone clasificó la canción en el puesto 39 en su lista de las 100 mejores canciones de 2006.

## Recepción comercial
En los Estados Unidos, la canción alcanzó el puesto número nueve en el Billboard Hot 100 en enero de 2006, convirtiéndose en la segunda canción consecutiva de la banda en llegar al top diez de la lista, después de «Sugar, We're Goin Down». Fue un crossover hit ya que simultáneamente llegó al segundo puesto en la lista de música alternativa Alternative Airplay y cinco en la de pop. La canción también alcanzó el puesto 6 en la ahora desaparecida lista Pop 100. Para febrero de 2014 había vendido 3 226 000 copias en los Estados Unidos y en 2023 la RIAA la certificó con cinco discos de platino. En el Reino Unido, «Dance, Dance» alcanzó el puesto número ocho en la lista de singles, convirtiéndose en la segunda canción consecutiva de la banda en llegar al top diez, después de «Sugar, We're Goin Down». El 7 de agosto de 2020, «Dance, Dance» fue certificada platino por la Industria Fonográfica Británica (BPI) por 600 000 ventas y reproducciones.

## Usos
«Dance Dance» ha sido incluida en múltiples videojuegos; Burnout Revenge, Dance Dance Revolution SuperNova para PS2 en América del Norte, Guitar Hero: Warriors of Rock, Juiced: Eliminator, Madden NFL 06, Rock Band 3, Rock Revolution, SingStar Pop Hits, SingStar Rocks! en América del Norte, y como contenido descargable para Karaoke Revolution Presents American Idol Encore 2 para PS3. También apareció en la versión brasileña y argentina de Infinity on High, el álbum posterior a From Under the Cork Tree. Wentz impidió que Kidz Bop cantara esta canción en Kidz Bop 10 debido a las connotaciones sexuales de la pista.

## Vídeo musical
El video musical fue dirigido por Alan Ferguson. Muestra a los miembros de la banda tocando en un baile de bienvenida y, simultáneamente, asistiendo como versiones más nerds de sí mismos, superando las persecuciones de estudiantes más populares. El video comienza con "A Little Less Sixteen Candles, a Little More 'Touch Me'". La escena final de Pete bailando es una parodia tomada de "Revenge of the Nerds". 
El video fue filmado en Salesian High School, ubicada en New Rochelle, Nueva York, un suburbio de la ciudad de Nueva York. Hace una aparición especial Ben Jorgensen del grupo de rock Armor for Sleep y Travie McCoy de Gym Class Heroes. El video de "This Ain't a Scene, It's an Arms Race" es una continuación de este video, mostrando a los fanáticos como de cartón, y todo como algo falso. La imagen en la parte trasera del libro que Andy Hurley está leyendo durante la escena en la que está en las gradas también aparece en el álbum "From Under the Cork Tree". 
La chaqueta a rayas negras y verdes que Patrick lleva en el video puede verse en el video musical de la canción de Fall Out Boy "What a Catch, Donnie". La cita de Pete en ese video es una de las asistentes a su funeral en este video. Ella está besando al chico del video musical de "Sugar, We're Goin Down". Katrina Bowden, mejor conocida ahora como Cerie en la serie de televisión "30 Rock", tiene un papel menor en este video musical; en 2013, Bowden se casó con Ben Jorgensen, quien también apareció en este video.

## Certificaciones
| País           | Organismo certificador | Certificación | Ventas certificadas | Ref.  |
| -------------- | ---------------------- | ------------- | ------------------- | ----- |
| Canadá         | MC                     | Platino       | 80 000              | [ 1 ] |
| Estados Unidos | RIAA                   | 5× Platino    | 5 000 000           | [ 2 ] |
| Reino Unido    | BPI                    | Platino       | 600 000             | [ 3 ] |